# Gdańsk
Gdańsk (polskt uttal [gdaɲsk]
 ( lyssna); på tyska och äldre svenska: Danzig, tyskt uttal [ˈdantsɪç]
 ( lyssna), svenskt uttal [ˈdanː(t)sɪɡ]; kasjubiska: Gduńsk) är huvudstad i Pommerns vojvodskap i Polen, och hade 461 531 invånare i slutet av 2013. Staden är idag sammanvuxen med städerna Sopot och Gdynia, och dessa tre städer bildar området Trójmiasto, "Trippelstaden". Detta område, tillsammans med flera andra omgivande orter och områden bildar Gdańsks storstadsområde, Gdański Obszar Metropolitalny, som har cirka 1,3 miljoner invånare. Administrativt är Gdańsk en stad med egen powiatstatus inom Pommerns vojvodskap.
Staden ligger i det historiska landskapet Pommerellen vid Östersjöns kust och är en historisk hansestad, som under större delen av sin historia huvudsakligen var känd under det tyska namnet Danzig. Staden tillhörde 1224–1308 Polen, var 1308–1454 kontrollerad av Tyska orden och var 1454–1793 stadsrepublik under polsk överhöghet. Den tillföll från Polens andra delning år 1793 Preussen och tillhörde där provinsen Västpreussen. Efter Tysklands enande 1871 blev staden med Preussen därigenom även en del av Tyska riket fram till november 1918. 
I Versaillesfreden gavs staden neutral status som den Fria staden Danzig, i tullunion med Polen. Under andra världskriget ockuperades staden av Nazityskland. Den tysktalande majoriteten av stadens befolkning fördrevs i samband med andra världskrigets slut. Sedan 1945, då staden tillföll Polen, är staden därför huvudsakligen polsktalande och bär officiellt sitt polska namn, Gdańsk. 
Under 1980-talet blev Leninvarvet i staden fäste för den regimkritiska fackföreningsrörelsen Solidaritet. Staden spelade därigenom en viktig roll i kommunistregimernas fall i Öst- och Centraleuropa.
Staden är sedan 1992 säte för Gdańsks ärkestift inom den romersk-katolska kyrkan.

## Geografiskt läge
Staden är belägen vid Gdańskbukten i sydöstra Östersjön, cirka 20 km väster om floden Wisłas utlopp och drygt 5 km från kusten. Döda Wisła, en från floden Wisła i princip helt och hållet avskuren gren i flodens delta men med kanalförbindelse, passerar genom stadens östra delar med enda tillflöde från små bifloder, varav Motława rinner genom stadens historiska centrum i sydväst. Döda Wisłas tillflöde från "äkta" Wisła (Polens i särklass viktigaste och största flod) har på grund av översvämningsrisk sedan länge stängts av. Staden har under efterkrigstiden blivit ett storstadsområde sammanbyggt med den viktiga hamnstaden Gdynia, Gdańsks huvudhamn sedan 1920-talet.

## Befolkning
Efter att den tyska befolkningen fördrivits efter och i samband med andra världskriget är invånarna idag i huvudsak polsktalande. Under fristadstiden (1920–1939) angav sig omkring 94 % av befolkningen vara tysktalande. År 1924 hade fria staden Danzig 384 000 invånare, varav 206 000 bodde i själva staden. I slutet av 2013 hade staden 461 531 invånare, med 1 301 620 invånare i hela storstadsområdet. Trestadsområdet Trójmiasto kring Döda Wisłas mynning, omfattande de sammanväxta städerna Gdańsk, Gdynia och Sopot, hade 747 476 invånare 2013.

## Näringsliv
I Gdańsk låg det berömda Leninvarvet, som under kommunisttiden hade uppåt 15 000 anställda. Det var här elektrikern Lech Wałęsa i augusti 1980 fick i gång den strejk som skulle leda till bildandet av den fria fackföreningen/demokratirörelsen Solidaritet. I staden bedrivs fortfarande varvsrörelse samt även import och export av varor. Här finns också livsmedelsindustri och teknisk industri. Turismen är mer och mer på frammarsch.

## Historia

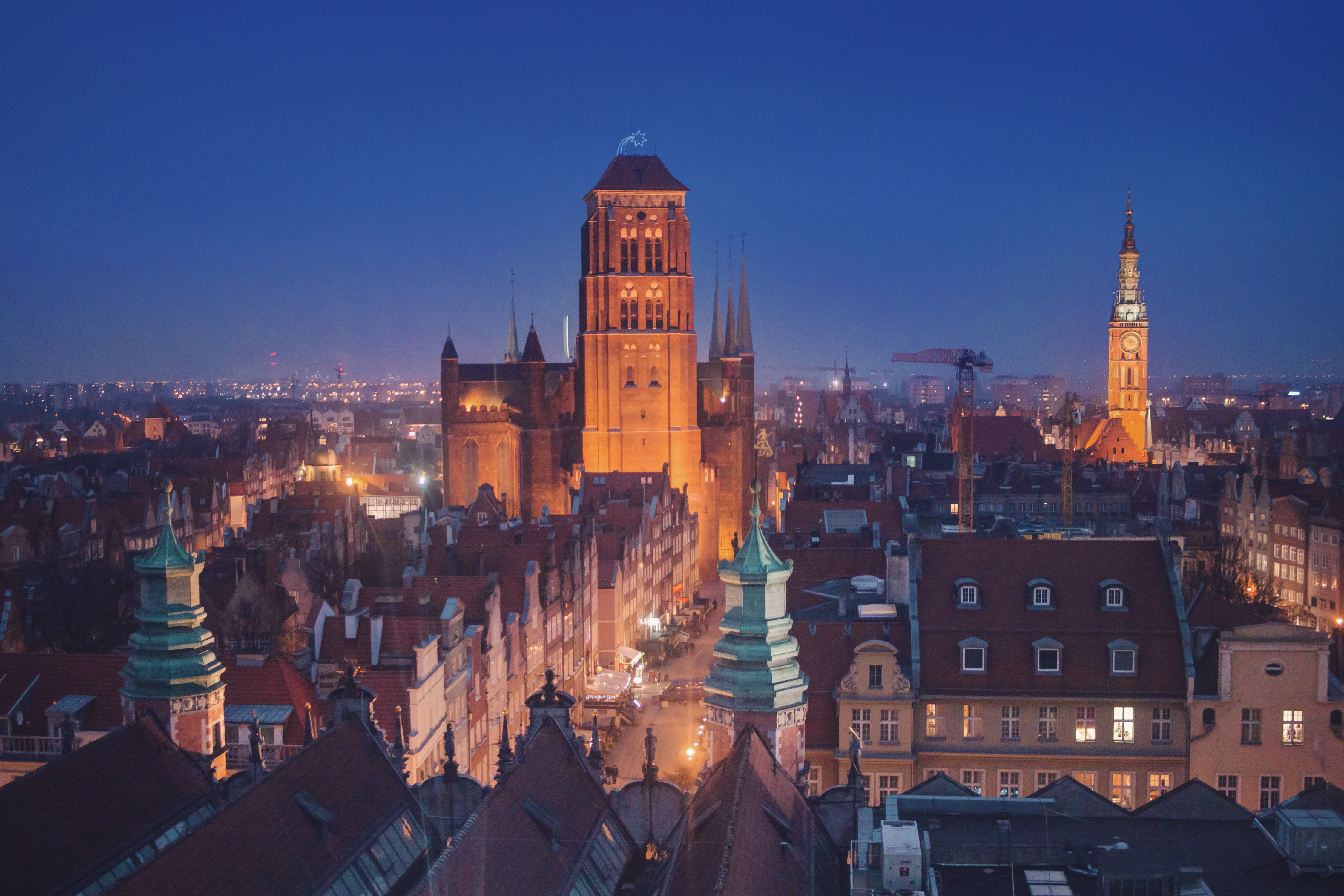
Gamla stan och huvudkyrkan.

### Stadens namn
Staden omnämns i historiska dokument även under ett antal andra namn, som Dantzk, Dantzig (äldre svenska), Dantzigk, Dantiscum, Gyddanyzc, Gdanzc, Gedanum och Kdansk. Dessa namn är i huvudsak olika stavnings- och uttalsvarianter av de polska respektive tyska namnen på staden.  

### Tidig historia
Från arkeologisk forskning framgår att orten var en hantverkar- och fiskarby redan på 600-talet, och på 900-talet var den vid Wisłas mynning en befäst borg hos pommernfurstarna. Orten omnämns första gången i skrift som Gyddanyzc urbs i Jan Kanapariusz krönika från 999 om den helige Vojtěch Adalbert av Prag, den tjeckiske biskopen som missionerade i området. Enligt krönikan skulle Vojtěch besökt orten på våren 997.

### Medeltida handelsstad

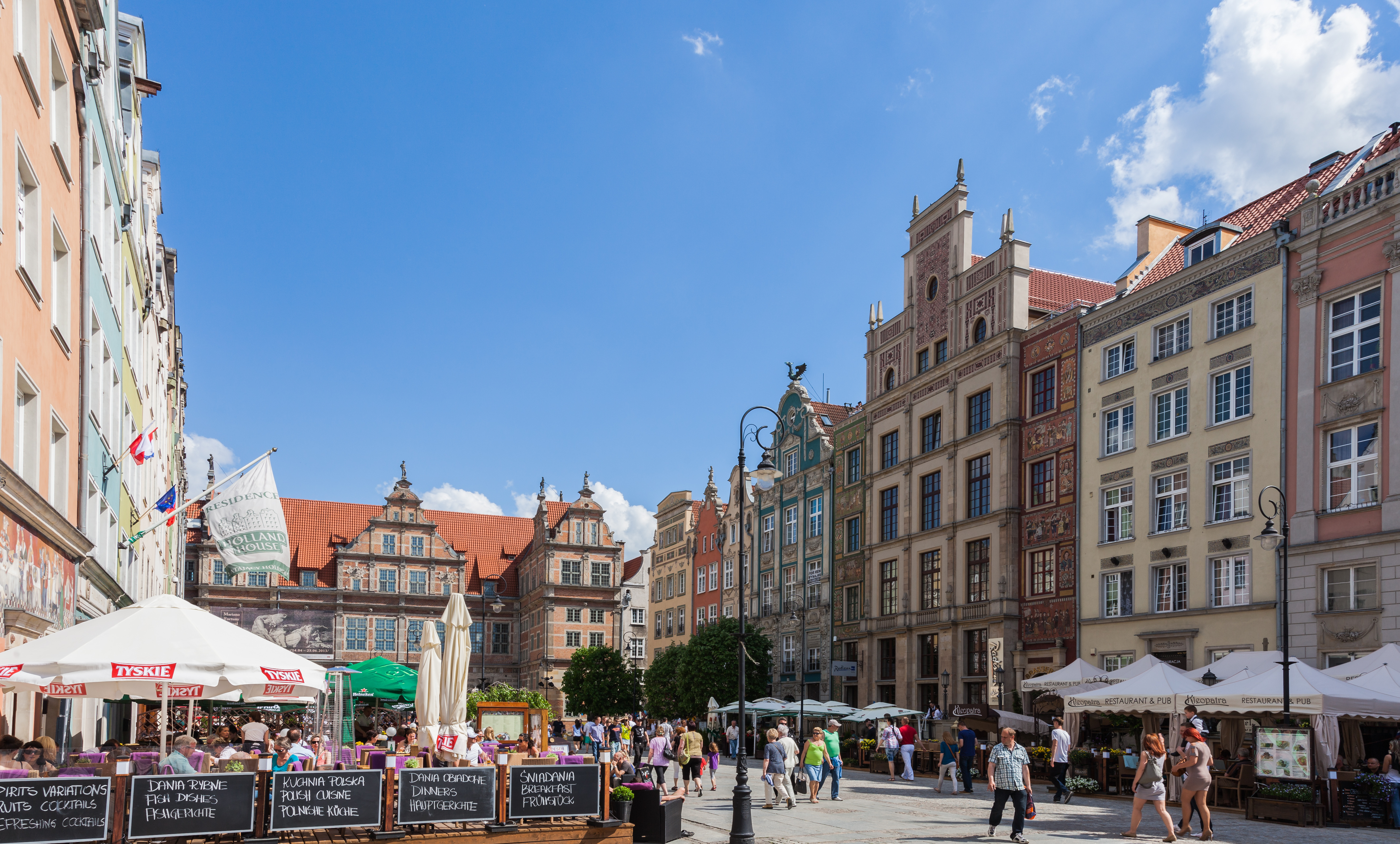
Zielona Brama, Gröna porten, uppförd 1564–1568 som polskt kungligt residens.

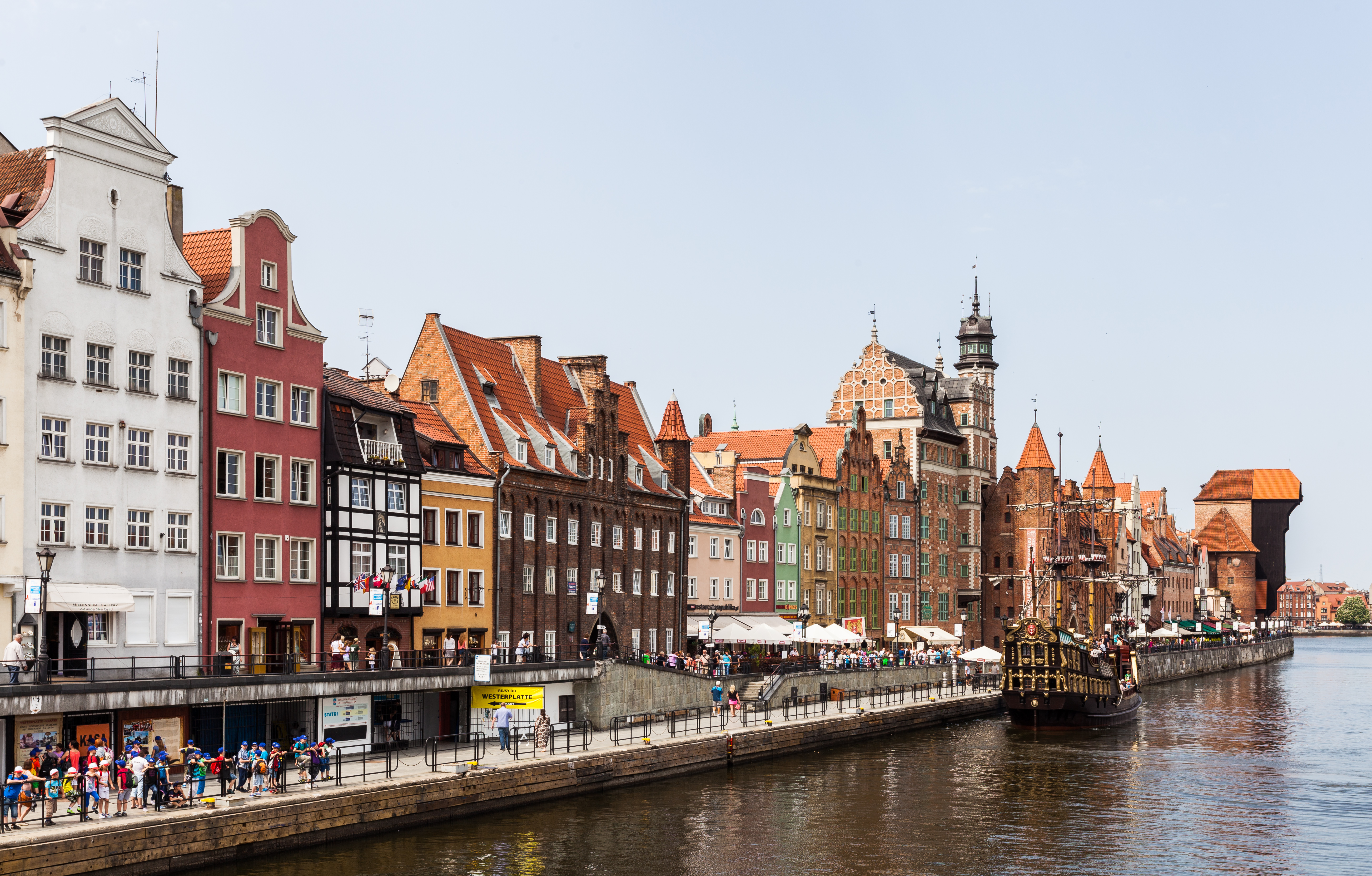
Gamla historiska hus och en kran på Motława-floden.

Staden grundades 1224 eller 1225 och var under senmedeltiden en viktig tyskdominerad handelsstad nära Wisłas (Weichsels) mynning i Östersjön. 1309 kom staden att lyda under Tyska orden och blev 1361 medlem av  Hansaförbundet. Staden var en viktig bricka i spelet mellan Tyska orden och Polen-Litauen under 1300- och 1400-talet, och utnyttjade tillfället att skaffa sig stor självständighet. 1454 kom staden att lyda under Polen-Litauen, men med långtgående självstyre som mäktig handelsstad. Under början av 1500-talet utverkade man även religionsfrihet. 1500- och 1600-talen var stadens storhetstid. Som viktigaste utskeppningshamn för den stora polska spannmålsexporten blev staden rik och många vackra och storslagna byggnader är bevarade från denna tid och den tidigare hansaepoken.
Sverige blockerade 1626 och 1628 i samband med andra polska kriget, Danzigs hamn, och i fredsfördraget fick Sverige 1629–1635 rätt att uppbära tull i Danzig. Efter erövringen av Toruń i oktober 1703 förlades den svenska armén i vinterläger vid Gdańsk och Elbląg. På våren tågade armén åter mot Toruń.

### Under Preussen 1793–1919
Vid Polens andra delning 1793 tillföll staden Preussen och ingick senare, 1871–1918/1919 i det tyska kejsardömet. Under preussiskt styre var Danzig huvudort i Regierungsbezirk Danzig i provinsen Västpreussen.
Efter Tysklands totala seger över Lenins och Trotskijs nybildade armé, på östfronten i första världskrigets slutskede 1917–1918 och undertecknandet av freden i Brest-Litovsk i början av mars 1918, återuppstod Polen för första gången på 125 år. Detta nya Polen bestod ursprungligen enbart av från före detta Ryska riket återerövrad mark. Många polacker bodde dock i Tyskland och efter den tyska västfrontens sammanbrott under sensommaren och hösten 1918, föll centralmakterna snabbt samman och efter kejsar Vilhelm II:s abdikation den 9 november och vapenstilleståndet två dagar senare och det faktum att kaos bröt ut i Tyskland, började polackerna erövra även tyskt territorium (bland annat Posen). I juni 1919 tvingades Tyskland skriva under freden i Versailles och i och med det förlorade man ytterligare områden till det återuppståndna Polen.

### Mellankrigstiden och Fria staden Danzig
I efterverkningarna av första världskriget och det tyska kejsardömets fall 1918 avskildes Danzig 1920 från Tyskland och blev 1922 en självstyrande så kallad fri stad (tyska: Freie Stadt, polska: wolne miasto) med egen konstitution, regering, parlament och valuta. Staten stod under överinseende av Nationernas förbund som skulle godkänna alla förändringar av stadens författning. 1922 inlemmades Danzig i det polska tullområdet. Vid denna tid hade Danzig ännu en nästan helt tyskspråkig befolkning, endast 1,5 % av befolkningen var polskspråkig. Motiveringen var att Polen skulle ha tillgång till en stor hamn trots att staden var tyskspråkig. Det blev problem med Polens tillgång till hamnen, bland annat för att personalen vägrade lossa polsk krigsmateriel. Polen byggde därför en egen stor hamn i närheten, Gdynia.

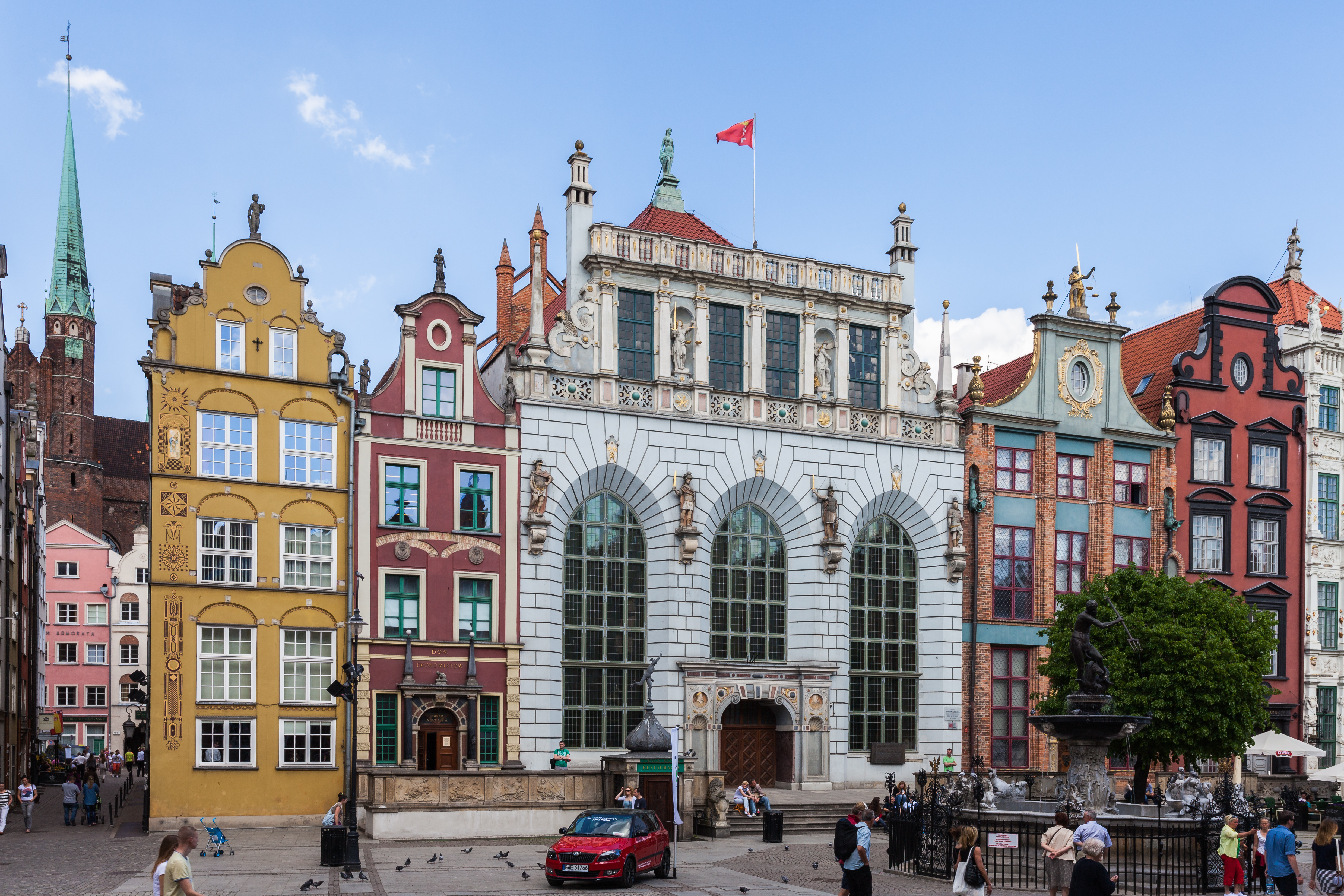
Den Artus domstolen och en marknadsgata.

Fria staden Danzig gränsade till Polen i väster och söder och till den tyska enklaven Ostpreussen i öster. Västpreussen delades upp mellan Polen, fristaden och Ostpreussen.
På grund av den korridor av land den nya polska staten fick tillgång till, och staden Gdańsks (inklusive lite land söder och väster om själva staden) nya ställning som fristat under polsk tullkontroll, delades efter Versaillesfreden den nybildade tyska republiken i två delar – Ostpreussen och övriga Tyskland. Därmed fick Gdańsk och den polska östersjökorridoren till Gdynia en avgörande roll som tändande gnista till andra världskriget genom Nazitysklands territoriella anspråk på området.

### Andra världskriget
Tidigt på morgonen den 1 september 1939 startade det tyska slagskeppet Schleswig-Holstein sitt bombardemang av Westerplatte vid Wisłas mynning och därmed hade angreppet på Polen inletts. Redan dagen därpå förklarades Danzig för återkommet i riket och ockuperades av Nazityskland fram till 1945. I jämförelse med andra tyska städer, klarade sig staden relativt väl undan från de allierades bombräder. I slutet av mars 1945, i krigets slutskede, hamnade Danzig under sovjetisk ockupation och utsattes för plundring och ödeläggelse och stacks i brand och många av Danzigs invånare flydde eller dödades. De flesta av dem som var kvar flydde eller deporterades efter krigsslutet.

### Efterkrigstiden

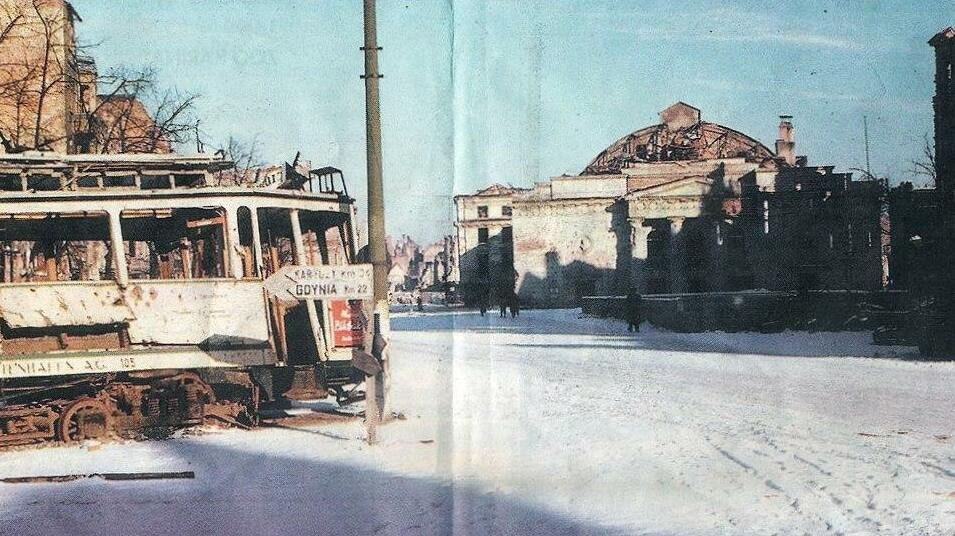
Ruiner i Gdańsk 1946.

1945–46 genomfördes Europas genom alla tider största etniska rensning, då över tio miljoner tysktalande tvingades från Ostpreussen, Danzig, Hinterpommern, Nieder- och Oberschlesien till det blivande Östtyskland och Västtyskland. Polen fick 1946 överta staden, som nu fick tillbaka namnet Gdańsk. Omkring 1950 levde cirka 285 000 tyska danzigbor i exil.
Staden växte under 1960-talet med bland annat nya förorter dominerade av långa flerbostadshus uppförda genom elementbyggande. Husen som kallades falowiec uppfördes i Przymorze och Nowy Port.
År 1980 skapades den polska fackföreningen Solidaritet på Leninvarvet i staden. Den leddes av varvsarbetaren Lech Wałęsa och blev början till den polska kommunismens kollaps nio år senare, men även på sikt till hela östblockets upplösning.
2019 mördades stadens borgmästare Paweł Adamowicz.

### Svenska beskickningar
Dittillsvarande svenska handelsagenturen i Danzig omvandlades till konsulat 1815 och existerade som sådant ända fram till 1971, då det drogs in. Det var avlönat från 1936, således under en tid när staden benämndes både Danzig och Gdansk. Emellertid upprättades ett generalkonsulat 1998, vilket åter är konsulat sedan 2008.

## Kommunikationer

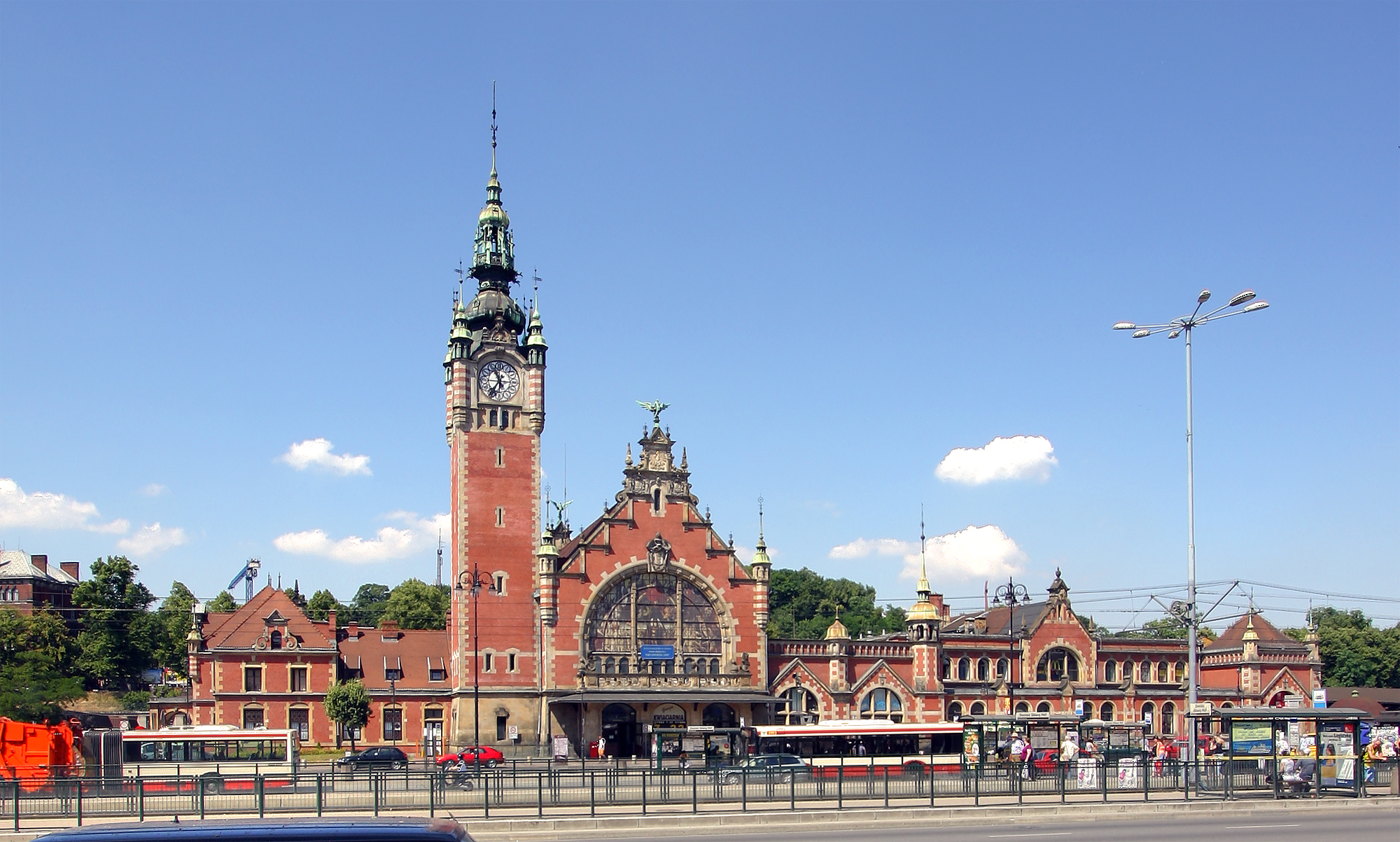
Gdańsks centralstation

Staden ligger vid motorvägen A1 som utgör en del av Europaväg 75 och förbinder staden med mellersta och södra Polen.
Internationella järnvägsförbindelser finns i riktning mot Berlin och Kaliningrad och nationella förbindelser med PKP till övriga storstäder i Polen. Staden har även ett pendeltågssystem som förbinder staden med Sopot, Gdynia och Wejherowo. Lokaltrafiken sker genom ett omfattande spårvägssystem och bussar.
Gdańsk Lech Wałęsa-flygplatsen är Polens tredje största och hade 2010 2,2 miljoner passagerare. Den trafikeras av ett 40-tal bolag.
Gdańsk och Gdynias hamn är den största i Polen, med 26,9 miljoner ton omlastade 2012. Färjeförbindelse med Sverige ombesörjs genom två dagliga turer mellan Gdynia och Karlskrona med Stena Line och flera turer i veckan till Nynäshamn under rederiet Polferries försorg.

## Kända personer från Danzig/Gdańsk
- Daniel Gabriel Fahrenheit (1686–1736), fysiker och skapare av Fahrenheitskalan.
- Mathias Goeritz (1915–1990), tysk-mexikansk konstnär.
- Günter Grass (1927–2015), tysk författare och nobelpristagare i litteratur.
- Jan Hevelius (1611–1687), astronom och selenograf.
- Erhard Krack (1931–2000), östtysk kommunistisk politiker, överborgmästare i Östberlin 1974–90.
- Arthur Schopenhauer (1788–1860), tysk filosof.
- Donald Tusk (född 1957), liberalkonservativ politiker, Polens premiärminister 2007–2014 samt 2023-, ordförande i Europeiska rådet 2014–2019.
- Lech Wałęsa (född 1943 i Popowo), fackföreningsledare och politiker, Polens president 1990–1995, mottagare av Nobels fredspris.
- Eduard Winkelmann (1838–1896), tysk historiker.